# لونج فالي كلديرا

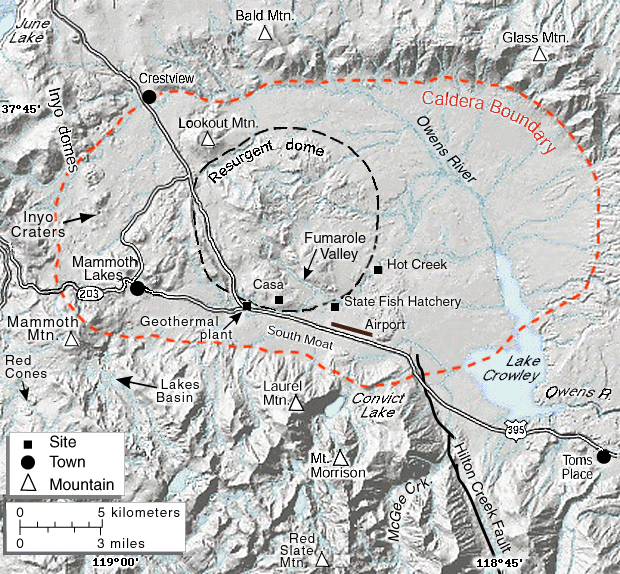
خريطة لونج فالي كلديرا

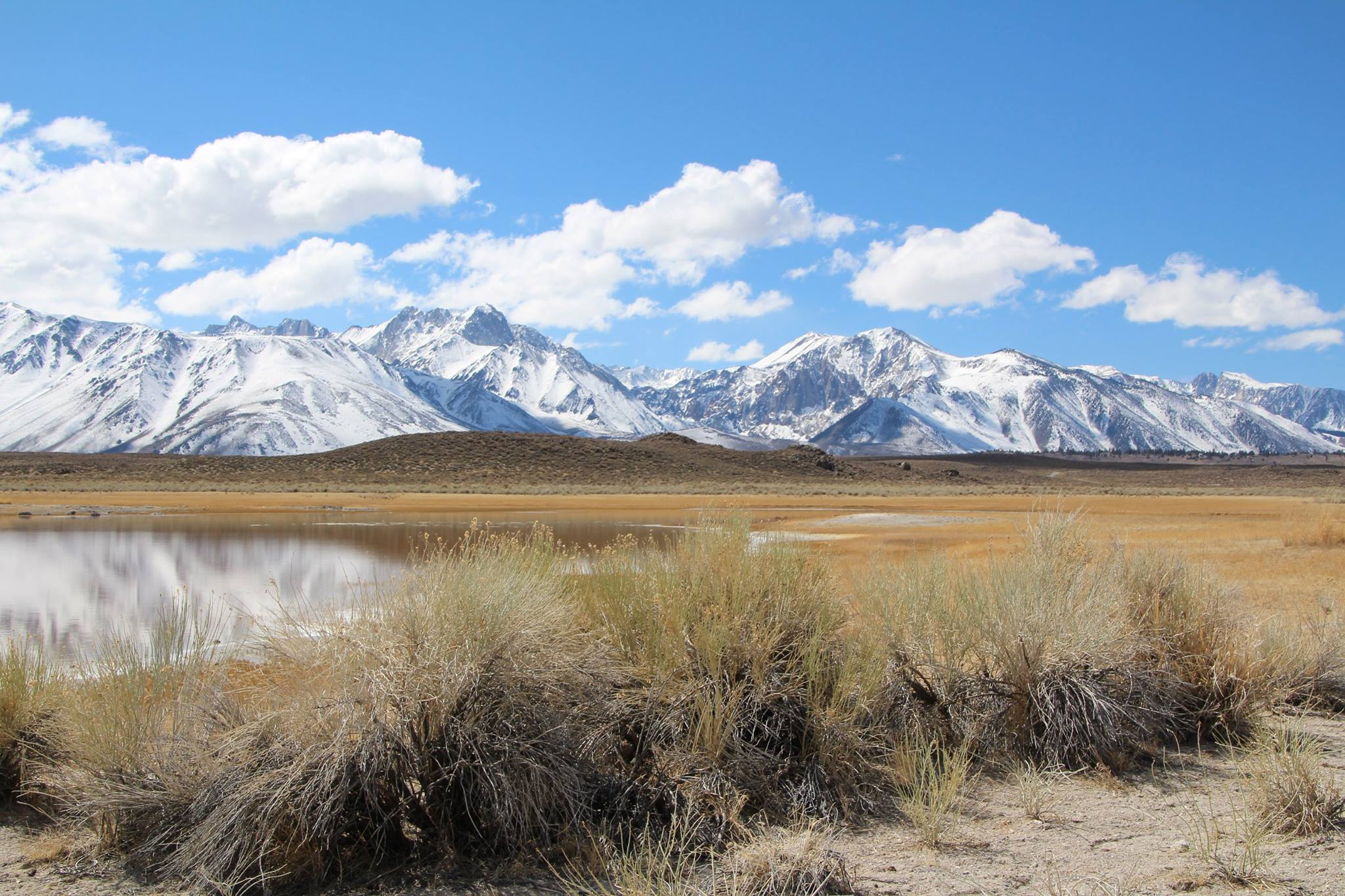
دخول فصل الشتاء في لونج فالي، 2017

لونج فالي كلديرا (بالإنجليزية: Long Valley Caldera) هو مُنخَفَض في شرق كاليفورنيا المجاور لجبل الماموث. يعتبر هذا الوادي واحدا من أضخم البحيرات البركانية، (أو كما تعرف علميا «بالكلديرا») في العالم. حيث يبلغ طوله نحو 20 ميل (32 كم) (شرق غرب)، و11 ميل (18 كم) (شمال جنوب)، ويصل عمقه إلى 3000 قدم (910 متر).
تشكل لونج فالي كلديرا قبل 760.000 سنة، عندما أطلق ثوران بركاني هائل رمادا ساخنا ما لبث أن برد وشَكَّل ترسبات على الأرض تدعى «طفة» أو «طفة بيشوب» والتي تتواجد بكثرة في تلك المنطقة. الثوران أفرغ الحجرة الصهارية المتواجدة تحت تلك المنطقة ودفعها إلى الانهيار. بعد ذلك، أطلقت المرحلة الثانية من الثوران تدفقات بركاناية فتاتية أحرقت ودفنت آلاف الأميال المربعة. غطى رماد هذا الثوران الكثير من الجزء الغربي لما هو اليوم «الولايات المتحدة».

## نبذة جغرافية
الكلديرا عبارة عن منخفض عملاق على شكل وعاء، عرضه حوالي 20 ميل (32 كم)، وتحيط به الجبال باستثناء الجزء الواقع في الجنوب الشرقي. ويتراوح إرتفاع قاع هذ الوعاء بين 6500 إلى 8500 قدم (2000 إلى 2600 متر)، وأعلى ارتفاع له هو في جهة الغرب.
بالقرب من مركز الوعاء، هناك «قبة» جديدة تشكلت بفعل إرتفاع الصهارة. المنحدر الجنوبي الشرقي من «كلديرا» إلى أسفل نحو مدينة بيشوب (كاليفورنيا)، مليئ بما يسمى «طفة بيشوب»، والرماد المتصلب الذي تم قذفه خلال الثوران الذي خلق كلديرا. يبلغ سمك «طفة بيشوب» آلاف الأقدام ويقطعه ممر ضيق من وادي أوينز، الذي تشكل خلال العصر الحديث الأقرب عندما امتلأت هذه البحيرة البركانية بالماء الذي تجاوز حافتها أصلا.
تتكون حافة الكلديرا من صخور موجودة من قبل، ويبلغ إرتفاعها حوالي 3000 قدم (910 متر) فوق أرضية هذه البحيرة البركانية. بيد أن الحافة الشرقية أقل من ذلك، إذ لا تتجاوز 500 قدم (150 مترا).
يعتبر جبل الماموث مجمع «قبة الحمم البركانية»، يقع غرب الحافة الهيكلية للكلديرا، ويتكون من حوالي 12 ريوداسيت وداسيت من القباب المتداخلة. تشكلت هذه القباب في سلسلة طويلة من ثورات البراكين منذ ما يناهز 110.000 إلى 57.000 سنة، لتبني بذلك بركانا يصل إرتفاعه إلى 3371 متر (11059 قدم).
تعتبر فوهة مونو-إينيو سلسلة بركانية بطول 25 ميل (40 كم) تقع على طول نظام شقوق شمالي جنوبي ضيق يمتد على طول الحافة الغربية للكلديرا من جبل الماموث إلى الشاطئ الشمالي لبحيرة مونو. ثارت مجموعة «فوهات مونو إينيو» من 40.000 إلى 600 سنة مضت، من صهارة منفصلة عن «لونغ فالي كلديرا».
تمتلك الكلديرا نظام «توزيع حرمائي» واسع النطاق. تستضيف ينابيع كاسا ديابلو الساخنة في قاعدة القبة التي شهدت طفرة جديدة وتناميا كبيرا، مجمع «ماموث» للطاقة الحرارية الجوفية. يقطع مجرى «هارت كريك» المائي جزءا من هذه القبة ويمر من خلال الينابيع الساخنة. تتيح مياه «هوت كريك» الدافئة العيش للعديد من أنواع سمك السلمون المرقط والتي تستعمل في العديد من الفقاسات أو الاماكن التي يتم فيها تربية هذا النوع. أغلق هذا الجدول ومنعت السباحة فيه في عام 2006 بعد زيادة النشاط الحراري الأرضي في المنطقة. هناك العديد من الينابيع الساخنة الأخرى في المنطقة، وبعضها مفتوح للسباحة والإستجمام.

## نبذة جيولوجية

### الكلديرا
لا تزال الأسباب التكتونية للعمليات والظواهر البركانية في «لونج فالي» غير مفسرة إلى حد كبير، وبالتالي، العديد من الأبحاث لا تزال قائمة في الغرض. من جهة أخرى فإن منخفض «لونج فالي» لا يقع فوق نقطة ساخنة، مثل تلك التي تغذي كلديرا يلوستون أو براكين هاواي، كما أنها ليست نتيجة اندساس كالذي ينتج عن بركانية الشلالات.

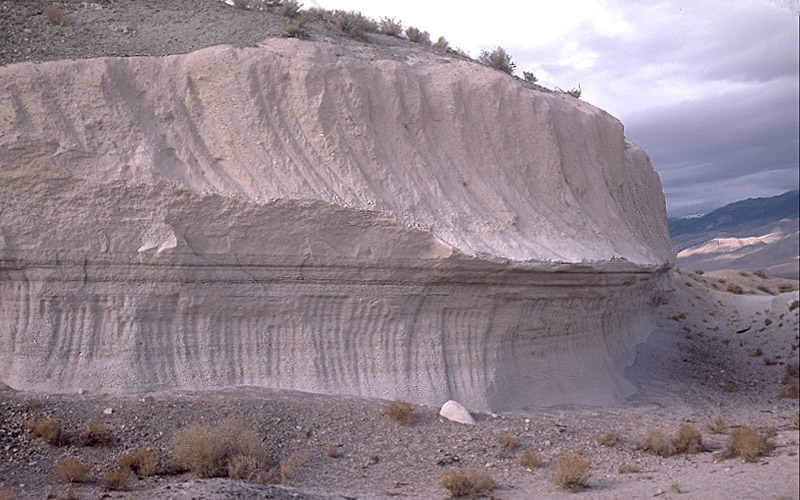
طبقات من "طفة بيشوب"، في محجر صخري في وادي تشالفانت، على بعد نحو 25 كم (16 ميل) جنوب غرب لونج فالي كلديرا، تكونت على مراحل من ثوران كبير وقع قبل 760.000 سنة

بدأ التاريخ البركاني المعروف لمنطقة «لونج فالي كلديرا» قبل بضعة ملايين من السنين، عندما بدأت الصهارة بالتجمع لعدة أميال تحت السطح. تركز النشاط البركاني في المنطقة المجاورة لموقع لونج فالي كلديرا الحالي منذ 3.1 إلى 2.5 مليون سنة، مع ثورات ريوداسيت تلتها مجموعة ريوليت بتركيز عال من ثنائي أكسيد السيليكون من 2.1 إلى 0.8 مليون سنة مضت. بعد فترة من الزمن، تشكلت في المنطقة مجموعة من البراكين الريوليتية. حوالي 1500 متر مربع (3900 كيلومتر مربع) كانت مغطاة بالحمم البركانية..
كل هذه البراكين باستثناء واحد، وهو «جبل الزجاج» الواقع في ولاية كاليفورنيا، والذي يبلغ عمره من 1 إلى 2 مليون عام (مصنوع من السبج)، دمرت من جراء مؤشر التفجر البركاني قبل 760 ألف عام، والتي أطلقت 600 كيلومتر مكعب (144 سم ميل) من المواد، من الفتحات المتواجدة داخل جوانب كلديرا مباشرة. (ثوران جبل سانت هيلين سنة 1980 كان ذو مستوى خامس على مؤشر ثوران البراكين، تم فيه قذف 1.2 كيلومتر مكعب (0.29 سم مكعب)). تم قذف حوالي نصف هذه المواد في سلسلة من التدفقات البركانية الفتاتية من خليط شديد الحرارة (1500 درجة فهرنهايت (820 درجة مئوية)) من الغاز الضار، والخفاف، والرماد البركاني الذي غطى المنطقة المحيطة بعمق مئات الأقدام. إنتقل فص واحد من هذه المواد جنوبا إلى وادي أوينز، الواقع بمنطقة «بيغ باين» الإحصائية، كاليفورنيا. وتحرك فص آخر غربا فوق قمة سييرا نيفادا، وإلى مصب نهر سان خواكين. أما بقية مخلفات الحمم البركانية، إلى جانب 300 كيلو متر مكعب (72 كيلو متر مكعب) من المواد الأخرى، فقد تم قذفها إلى حد 25 ميل (40 كيلومتر) في الهواء حيث وزعتها الرياح على مسافة بعيدة مثل شرق نبراسكا وكانساس.
لقد نتج عن الثوران في البداية «كلديرا» بعمق 2-3 كم (1.2-1.9 ميل). ومع ذلك، فإن الكثير من المقذوفات البركانية ارتفعت بشكل مستقيم، ثم سقطت، وملأت الكلديرا الأولية بحوالي الثلثين.

### الثورات البركانية

المقطع العرضي عبر لونج فالي

كانت الثورات البركانية اللاحقة من الحجرة الصهارية في لونج فالي محصورة داخل الكلديرا مع بثوقات من الرايوليت الساخنة نسبيا (الخالية من الكريستال)، قبل 700.000 أو 600.000 سنة، لأن أرضية الكلديرا قد رُفِعت لتشكيل القبة المنعكسة التي أعقبتها زيادات من بثوقات الرايوليت الأكثر برودة، والغنية بالكريستال قبل حوالي 200 ألف سنة (بين 500.000، 300.000، 100.000 سنة) عكس عقارب الساعة حول هذه القبة. ويشير انخفاض النشاط البركاني والحمم البركانية الكريستالية المقذوفة بشكل متزايد خلال السنوات 650.000 الماضية، فضلا عن الاتجاهات الأخرى، إلى أن خزان الصهارة الواقع تحت الكلديرا، قد أخذ شكلا أكثر كريستالية وتبلور الآن، وإلى حد كبير، ومن غير المرجح أن ينتج ثورات بركانية واسعة النطاق في المستقبل.
يعتبر بركان لونج فالي غير عادي بالمرة، حيث أنه أنتج ثورات بركانية من الحمم البازلتية والسيليكية في نفس المكان الجيولوجي.
كانت مياه من نهر أوينز تملأ الكلديرا إلى غاية عمق 300 متر (984 قدم) منذ 600.000 سنة. في ذلك الوقت، كان ارتفاع سطح البحيرة حوالي 7500 قدم (2286 متر).نضحت البحيرة في وقت ما في 100 ألف سنة الماضية بعد أن تجاوزت الحافة الجنوبية للكالدير، وأدت إلى تآكل الجيب البركاني، وأنشأت بذلك ممرا ضيقا في نهر أوينز. لقد خلق سد من صنع الإنسان في الوادي بحيرة كراولي، وهي تعتبر ترميما جزئيا للبحيرة الأصلية. منذ الثوران العظيم، تطورت العديد من الينابيع الساخنة في المنطقة، وارتفعت القبة البارزة أكثر.
خلال العصر الجليدي الأخير، ملأت الأنهار الجليدية الأودية المؤدية إلى لونج فالي، ولكن أرضية الوادي كانت خالية من الجليد. يمكن رؤية أمثلة ممتازة من الركام عند طرف الوادي في لونغ فالي. نهر لورل كريك، كونفيكت كريك، وماكغي كريك، لكل منهم ركاما ناتئا.

### النشاط الأخير
في مايو 1980، ضربت سلسلة من 6 هزات أرضية بقوة 4 درجات على مقياس ريختر الحافة الجنوبية للونج فالي كلديرا، مخلفة قبة مرتفعة بطول عشر بوصات تقريبا على أرضيتها. وشكلت هذه الأحداث بداية الفترة الأخيرة من اضطرابات كلديرا الجارية. ويشمل هذا الاضطراب المستمر وجود سلاسل متكررة من الزلازل واستمرار ارتفاع القسم المركزي من الكلديرا على شكل قباب مصحوبة بتغيرات في الينابيع الحرارية وانبعاثات الغاز. بعد الزلزال، تم إنشاء طريق آخر كطريق هروب. تم اقتراح اسمه في البداية «بطريق هروب الماموث» ولكن تم تغييرها إلى حلقة الماموث «ماموث سينيك لوك» بعد أن إشتكت شركات منطقة الماموث وأصحاب الأراضي من ذلك.
في عام 1982، بدأت هيئة المسح الجيولوجي بالولايات المتحدة في إطار برنامج مخاطر البراكين، بعمل جهد مكثف لرصد ودراسة الاضطرابات الجيولوجية في لونج فالي كلديرا. والهدف من ذلك هو تزويد السكان والسلطات المدنية بمعلومات موثوقة عن طبيعة الأخطار المحتملة التي تشكلها هذه التغييرات، والإنذار في الوقت المناسب بوقوع ثوران بركاني وشيك، في حالة نشوئها. ولعل معظم الثورات البركانية تسبقها وتصاحبها تغيرات جيوفيزيائية وكيميائية في النظام البركاني. وتشمل المؤشرات الأولية المشتركة للنشاط البركاني زيادة الاهتزازات، والتشوهات الأرضية، والتغيرات في طبيعة ومعدل انبعاثات الغاز.

### النظام المائي الحراري

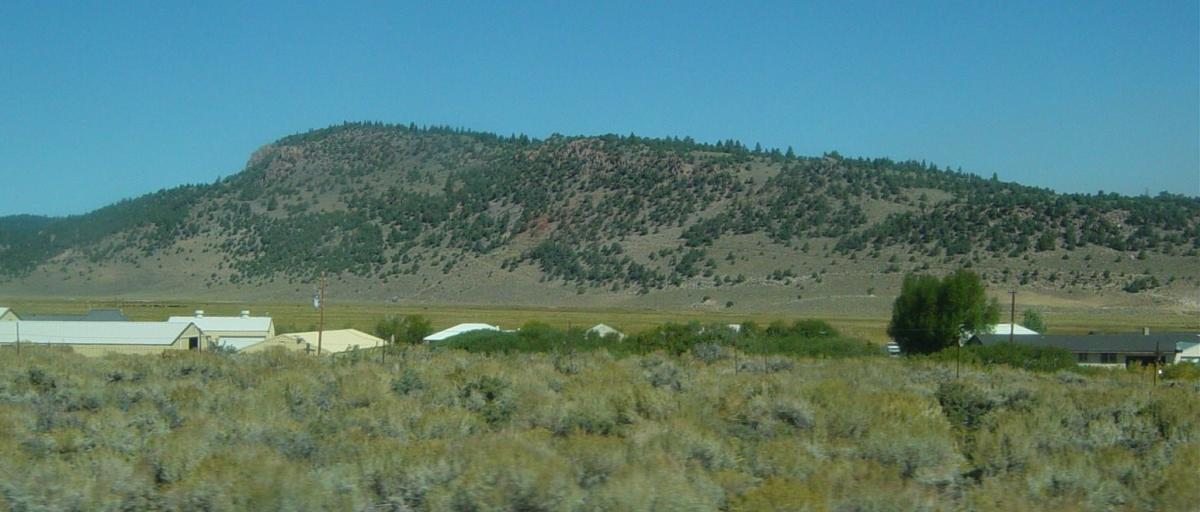
مفرخ هوت كريك للأسماك في قاعدة قبة بارزة (مرتفعة)

تستضيف منطقة لونج فالي كلديرا نظاما حراريا مائيا نشطا يشتمل على الينابيع الساخنة، والنافثات البركانية، والرواسب المعدنية. توجد الينابيع الساخنة في المقام الأول في النصف الشرقي من كلديرا حيث تكون ارتفاعات سطح الأرض منخفضة نسبيا، توجد النافثات البركانية في المقام الأول في النصف الغربي حيث الارتفاع أعلى. وتوجد رواسب معدنية من النشاط الحراري على منطقة مرفوعة تسمى القبة البارزة، في ينابيع ليتل هوت كريك، وجورج هوت كريك، ومواقع أخرى في جنوب وشرق خنادق كلديرا المائية.
يتم تصريف الينابيع الساخنة بشكل أساسي في وادي هوت كريك، على طول ليتل هوت كريك، وفي منطقة البحيرات القلوية. وتتواجد أكبر الينابيع في وادي هوت كريك حيث تبلغ نسبة تصريف المياه الحرارية حوالي 250 لتر (66 غالون أميركي) في الثانية، وتشكل حوالي 80% من إجمالي تصريف المياه الحرارية في الكلديرا. وفي الطرف الآخر، هناك ينابيع في مفرخ هوت كريك التي تحتوي على عنصر صغير حوالي (2-5%) من المياه الحرارية، التي ترفع درجة حرارة المياه إلى نحو 5 درجات مئوية (9.0 درجة فهرنهايت)، أعلى من درجات حرارة الخلفية. وقد أدى استخدام مياه الينابيع الساخنة في هذا المفرخ إلى زيادة إنتاج الأسماك لأن معدلات نمو سمك السلمون أسرع في المياه الدافئة منه في درجات حرارة المجاري المائية في لونج فالي.

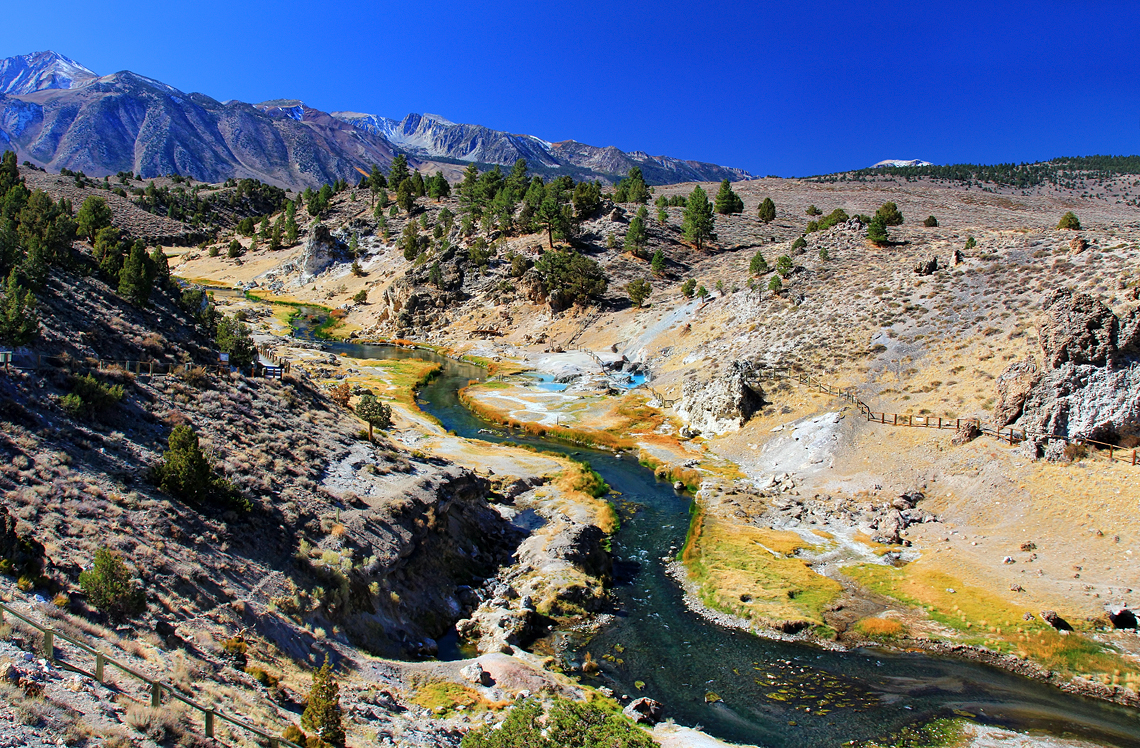
مجرى هوت كريك المائي في الصيف

في الأنظمة الحرارية المائية، تكون حركة المياه الجوفية مدفوعة بمزيج من التضاريس ومصادر الحرارة. في لونج فالي كلديرا، يتم إعادة شحن النظام في المقام الأول من ذوبان الثلج في المرتفعات حول الحواف الغربية والجنوبية لكلديرا. وتتسلل المياه الناتجة عن ذوبان الثلوج وهطول الأمطار إلى أعماق بضعة كيلومترات حيث تسخن إلى 220 درجة مئوية على الأقل (428 درجة فهرنهايت) بفعل الصخور الساخنة بالقرب من الاختراقات الجيولوجية الناشئة. يحدث التدفق في الخنادق المائية الغربية، حيث ترتفع المياه الساخنة ذات الكثافة الأقل على طول التصدعت شديدة الإنحدار إلى أعماق تتراوح بين 1-2 كم (0.62-1.24 ميل). يتدفق هذا السائل الحراري المائي أفقيا، أسفل التدرج الهيدروليكي، من الغرب إلى الجنوب الشرقي حول القبة الالبارزة (المرتفعة) ومن ثم شرقا إلى نقاط التفريغ على طول هوت كريك وحول بحيرة كراولي. وتنخفض درجات حرارة الخزان في ملء البركان من 220 درجة مئوية (428 درجة فهرنهايت) بالقرب من فوهات إينيو إلى 50 درجة مئوية (122 درجة فهرنهايت) بالقرب من بحيرة كراولي، بسبب مزيج من فقدان الحرارة والاختلاط مع المياه الباردة.
كان هوت كريك حفرة سباحة مشهورة لعقود. وقد توفي أكثر من اثني عشر شخصا فيه منذ أواخر الستينات، ولكن معظم هذه الوفيات حدثت لأشخاص تجاهلوا علامات الإنذار العديدة وحاولوا استخدام البرك المائية الحرارية كجاكوزي. (مثل بعض الأجزاء من المجرى، تتناوب في درجة الحرارة، ولكن الثورات البركانية في حمامات السباحة تعتبر مياه فائقة الحرارة في مياه هي أصلا ساخنة بالفعل). وقد أدى عدم الاستقرار الحراري الأرضي في الآونة الأخيرة إلى إغلاقه مؤقتا أمام السباحة والإستجمام. وأيضا المسؤولون في الجهة، غير متأكدين من الوقت المحدد (إن وجد)، الذي سيعاد فيه فيه فتح هوت كريك رسمياً للسباحة.
وقد أدى النشاط الحراري المائي إلى تغيير العديد من الصخور في الكلديرا، وتحويلها إلى ترافيرين (نوع من الصخور الرسوبية) وطين. في منجم هنتلي الطينني الأبيض المسمّى «كاولينيت» يتم استخراج الطين الطباشيري الأبيض، بارز الكاولينيت بوضوح على القبة البارزة ويظهر كنطاق أبيض براق.

## السياحة والحركلة

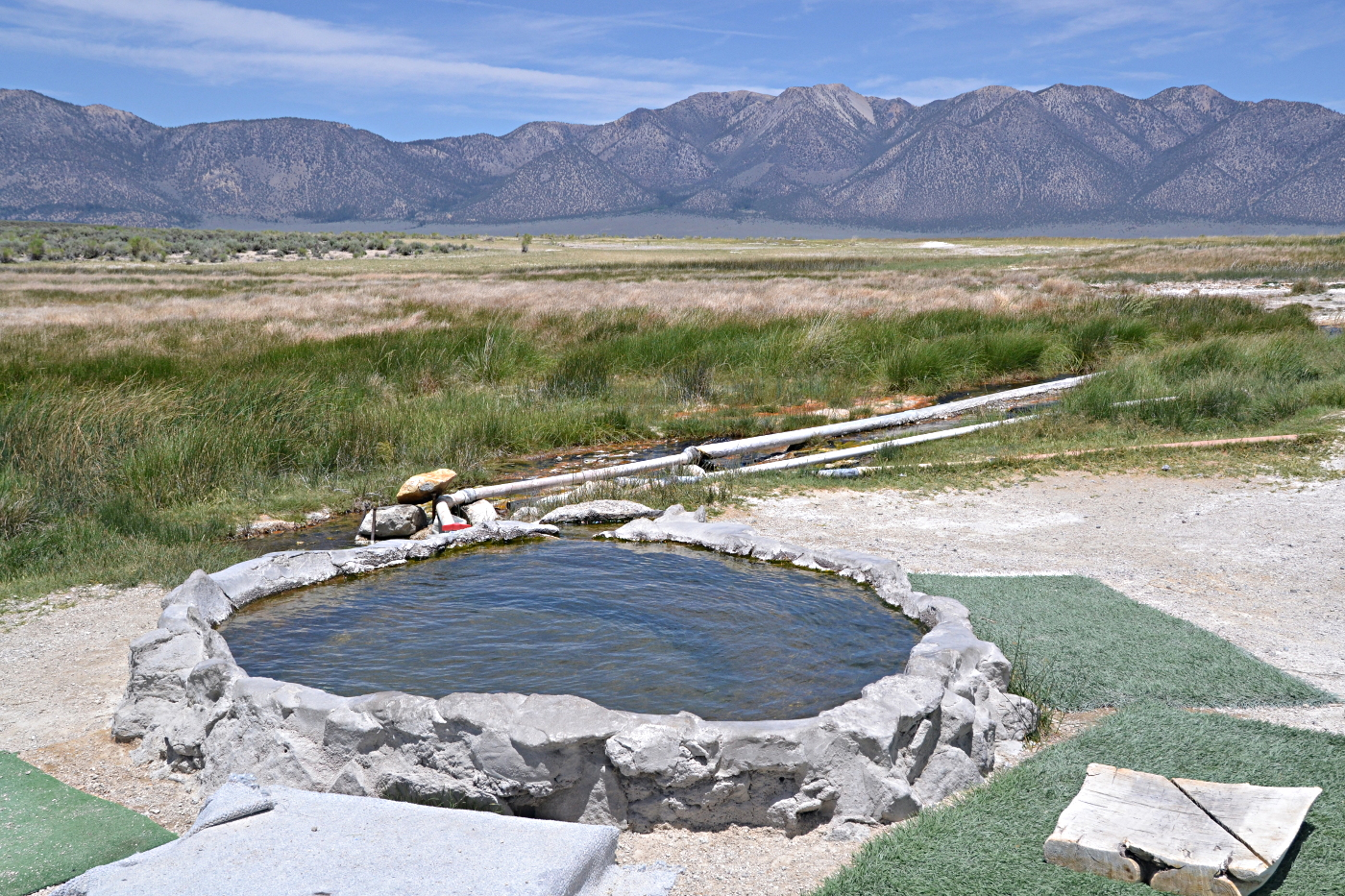
صورة لينابيع هيلتوب الساخنة

تعتبر منطقة تزلج جبل ماموث أكبر منطقة جذب سياحي في كلديرا، حيث تقدم المنطقة العديد من الأنشطة منها: التزحلق والتزلج على الثلوج في فصل الشتاء، وركوب الدراجات الجبلية في فصل الصيف. أغلقت منطقة الجذب السياحي في هوت كريك أمام السباحة والإستجمام في عام 2006 بسبب زيادة النشاط الحراري الأرضي.
الحركلة وقيادة المركبات على الطرق الوعرة متاحة ومتوفرة في جميع أنحاء كلديرا، وفي الوديان الجليدية في سلسلة جبال شيروين، مباشرة إلى جنوب كلديرا. يستطيع المتزحلقون الصعود إلى عدة بحيرات في هذه الوديان الجليدية، بما في ذلك بحيرة فالنتاين وبحيرة كونفيكت وبحيرة دوروثي وبحيرة لوريل، بينما تعرف بحيرة كراولي، الواقعة في الطرف الجنوبي من كلديرا، بصيد الأسماك.
تقع أقرب أماكن الإقامة الفندقية إلى كلديرا في بلدة ماموث لاكيس، كاليفونيا. هناك أيضًا مخيمات منتشرة في جميع أنحاء كلديرا، وفي الجبال بالقرب من حافتها.

## حوادث قاتلة
في أبريل 2006، توفي ثلاثة من فريق دورية التزلج على الجليد في منطقة جبل الماموث أثناء الخدمة. مات جميعهم جراء الاختناق بثاني أكسيد الكربون عندما سقطوا في داخنة على منحدرات الجبل، بينما كانوا يحاولون وضع سياج حولها.

## روابط خارجية
- لونج فالي كلديرا على موقع حرس السواحل الأمريكي (بالإنجليزية)
- معلومات عن لونج فالي كلديرا على موقع المتحف الوطني لتاريخ الطبيعة (بالإنجليزية)